# Porterov model
Prema Porteru, ulazom novih konkurenata smanjuje se cijena, a time i profit. Zbog toga je potrebno, postojećim "igračima", koristeći zalihe profita, stvoriti barijere ulasku drugih. Tvrtke koje si to mogu priuštiti zauzimaju snažne pozicije na tržištu.  Ako su pak barijere niske, to prisiljava postojeće "igrače" na konkuriranje troškovima. 
Druga prijetnja je mogućnost uvođenja supstituta trenutnom proizvodu. Pregovaračka moć kupaca ovisit će o nekoliko faktora. Ako kupci kupuju veliki broj proizvoda iz ponuđenog asortimana, ili ako su malobrojni, ili ako su kritični element proizvodne kvalitete, kupci će imati veliku pregovaračku moć, što će utjecati na smanjenje proizvoda. Kao i kod kupaca, malobrojnost dobavljača ili prevelika ovisnost o njihovoj kvaliteti povećavat će moć dobavljača, samo što je ovdje, za razliku od kupaca, uvjetovano povećanja cijene izlaznog proizvoda tvrtke, u skladu s pregovaračkom moći dobavljača. 
Peta sila je suparnička sila među konkurentima koja iziskuje dodatna sredstva za marketing ili pak snižavanje cijena, u odnosu na cijene konkurencije. Utjecaj sila prikazan je na sljedećoj slici. Jednom kad se definiraju sile, potrebno je donijeti odluku koja je sila najznačajnija. Svrha identifikacije tržišne strukture i izvora konkurentskih prednosti njome uzrokovane je izvođenje strategija koje će biti u skladu s okolinom. 
Tako, Porterova analiza sila vodi na zaključak kako se tvrtka, uspješnom analizom okruženja, te pozicionirajući u odnosu na spomenute sile postavlja u mogućnosti za ostvarenje iznad prosječne dobiti. Izbor strategija bazira na konkurentskoj prednosti i rasponu. On navodi dva tipa ostvarivanja konkurentske prednosti: temeljem niskih troškova ili temeljem diferencijacije. Na taj način Porter je definirao tri generičke strategije prikazane na sljedećoj slici.

Na taj način, prema Porteru za uspjeh je potrebno odabrati strategiju koja odgovara tržišnoj strukturi u kojoj se organizacija nalazi, a izbor treba biti u skladu s ponuđenim strategijama.